# 獎勵投資條例
《獎勵投資條例》是中華民國政府在1960年至1990年為了獎勵投資、加速經濟發展所實施的法律，1960年8月31日立法院制定，1960年9月10日總統令公布，1991年1月1日行政院公告廢止。其中在1960年時，為了因應美援停止後的臺灣經濟發展，行政院美援運用委員會在十九點財經改革措施中要求臺灣能夠達到自給自足的程度。在政府確立了進口替代政策後，在該階段後期制定《獎勵投資條例》以獎勵包括製造業、手工藝業、礦業、農林漁畜業、運輸業等，主要目的在於提高臺灣地區的產品自製率。
同時由於當時政府也面臨財政困難、外匯短缺及失業率偏高等問題，因此也藉由《獎勵投資條例》發展外銷產業並且以減免租稅方式吸引外資來臺。在經濟發展政策轉為出口擴張方針後，《獎勵投資條例》也跟進修正以加速資本折舊並且鼓勵公司股票上市。而到了1980年至1990年的第二次進口替代時期《獎勵投資條例》再度修正，內容則著重發展策略性之工業並且鼓勵企業持續留在臺灣。

## 外部來源
- （繁體中文） 「獎勵投資條例」 （页面存档备份，存于）